# 麦克·哈灵顿
麦克·哈灵顿（英語：Mike Harrington），是一个程序员，他和加布·纽维尔一起创立了电子游戏公司Valve。
哈灵顿曾经是微软的雇员，他和纽维尔在1996年离开了微软创立了自己的公司，并且用自己赚到的钱开发了《戰慄時空》。2000年1月15日，哈灵顿解除了和纽维尔的合作关系，离开了Valve，和他的妻子莫尼卡（Monica）利用77英尺的船开始了环游世界的旅程。